# Штајнхорст (Лауенбург)
Штајнхорст (њем. Steinhorst) општина је у њемачкој савезној држави Шлезвиг-Холштајн. Једно је од 131 општинског средишта округа Херцогтум Лауенбург. Према процјени из 2010. у општини је живјело 555 становника. Посједује регионалну шифру (AGS) 1053122.

## Географски и демографски подаци
Штајнхорст се налази у савезној држави Шлезвиг-Холштајн у округу Херцогтум Лауенбург. Општина се налази на надморској висини од 60 метара. Површина општине износи 16,4 km². У самом мјесту је, према процјени из 2010. године, живјело 555 становника. Просјечна густина становништва износи 34 становника/km².